# 3-й Люсиновский переулок
Третий Люси́новский переулок — улица в центре Москвы в Замоскворечье между Люсиновской и Мытной улицами.

## История
Люсиновские переулки названы так в 1952 году по примыканию к Люсиновской улице, названной в память о революционерке Люсик Лисиновой. До 1952 года — Арбузовский переулок, по фамилии бывшего домовладельца. Здесь в 1800 году был дом надворного советника Александра Васильевича Арбузова.

## Описание
3-й Люсиновский переулок начинается от Люсиновской улицы, проходит на запад, справа к нему примыкает 1-й Добрынинский, заканчивается на Мытной улице.

## Здания и сооружения

### По нечётной стороне
№ 3
Автокомбинат № 32
№ 3/11, стр. 3, Восточный флигель Мытного двора XIX века
, здание 1803—1804 годов постройки, архитектор — Ф. К. Соколов. Принадлежит «Автокомбинату № 32», допустившему в его отношении нарушения законодательства в области сохранения и использования памятников истории и культуры.